# Råsted (Randers Kommune)
 For alternative betydninger, se Råsted. (Se også artikler, som begynder med Råsted)
Råsted er en mindre landsby i Østjylland med 315 indbyggere  (2024). Råsted er beliggende otte kilometer nordvest for Randers og syv kilometer vest for Spentrup.
Byen ligger i Region Midtjylland og hører under Randers Kommune. Råsted er beliggende i Råsted Sogn.
I byen ligger Råsted Kirke. Der er også et forsamlingshus i byen.

Raasted Bryghus blev grundlagt i 2005.
Tv-værten Jørgen Skouboe er født i byen.